# Qeqertarsuatsiaat
Qeqertarsuatsiaat [qɜqɜˌtːɑsːuat͡sːiˈaːt] (nach alter Rechtschreibung K'eĸertarssuatsiait; dänisch Fiskenæsset) ist eine grönländische Siedlung im Distrikt Nuuk in der Kommuneqarfik Sermersooq.

## Lage
Qeqertarsuatsiaat liegt auf der Insel Qeqertarsuatsiaq, auf der etwa fünf Kilometer südwestlich die ehemalige Herrnhuter Missionsstation Akunnaat (Lichtenfels) liegt. Vor dem Ort verläuft der lange, schmale, sehr zerklüftete Qeqertarsuatsiaat Kangerluat, der sich knapp 50 km ins Landesinnere schneidet. Qeqertarsuatsiaat liegt heute vergleichsweise abgelegen, da die nächsten bewohnten Orte, Nuuk im Norden und Paamiut im Süden, 131 km und 132 km entfernt sind.

## Geschichte

### Vor der Kolonialzeit
1605 fuhren drei Schiffe, auf denen sich die Seefahrer John Cunningham, James Hall, John Knight und Godske Lindenov befanden, auf Befehl von König Christian IV. in Richtung Grönland. Wegen Streitereien trennte sich Lindenov von den anderen beiden Schiffen und ankerte vermutlich im Qeqertarsuatsiaat Kangerluat, wo er mit dort aufgefundenen Inuit Handel trieb, aber auch zwei Einheimische nach Dänemark entführte. Aus der Zeit des vorkolonialen Tauschhandels stammt eine 1923 in einem Abfallhaufen gefundene Ehemedaille des holländischen Medailleurs Pieter van Abeele aus dem 17. Jahrhundert.

### Qeqertarsuatsiaat als Loge
Mitte des 18. Jahrhunderts erkannte Kaufmann Lars Dalager die Notwendigkeit einer Zwischenstation auf dem langen weg zwischen den Kolonien Godthaab und Frederikshaab. 1754 gründete der Assistent in Godthaab Anders Olsen die Loge Fiskenæsset, der er aber nur für ein Jahr vorstand, bevor er von Johan Diderich Schade abgelöst wurde. Ohne Koloniestatus war die Loge dennoch ein eigener Kolonialdistrikt. 1758 gründeten die Herrnhuter ihre Missionsstation Lichtenfels knapp fünf Kilometer südwestlich von Qeqertarsuatsiaat.
Während einer großen Epidemie 1782 wurden die Jäger in der Loge aufgeteilt, um ein Aussterben der Ernährer zu verhindern. Drei Jäger blieben in Qeqertarsuatsiaat, fünf zogen nach Akunnaat, sechs nach Kangeq, sechs nach Illorsuit, einer nach Umiiarmiut, drei nach Kangaarsuk, drei nach Tikisooq und einer nach Natsersuaq.
In der ersten Hälfte des 19. Jahrhunderts lebte Qeqertarsuatsiaat von der Jagd auf Seehunde, später dominierte der Fischfang, wobei vor allem Kabeljau zu Stockfisch und Klippfisch verarbeitet wurde.
Mitte des 19. Jahrhunderts gehörte die Bevölkerung im Kolonialdistrikt zur ärmsten Grönlands. 1855 gehörten durch die Missionsstation in Lichtenfels 330 der 418 Bewohner der Kolonialdistrikts der Herrnhutergemeine an. Von den Bewohnern lebten nur 90 in Qeqertarsuatsiaat, jedoch 150 in Akunnaat. In den folgenden Jahrzehnten Jahren halbierte sich die Einwohnerzahl im Kolonialdistrikt beinahe.

### Qeqertarsuatsiaat als Udsted

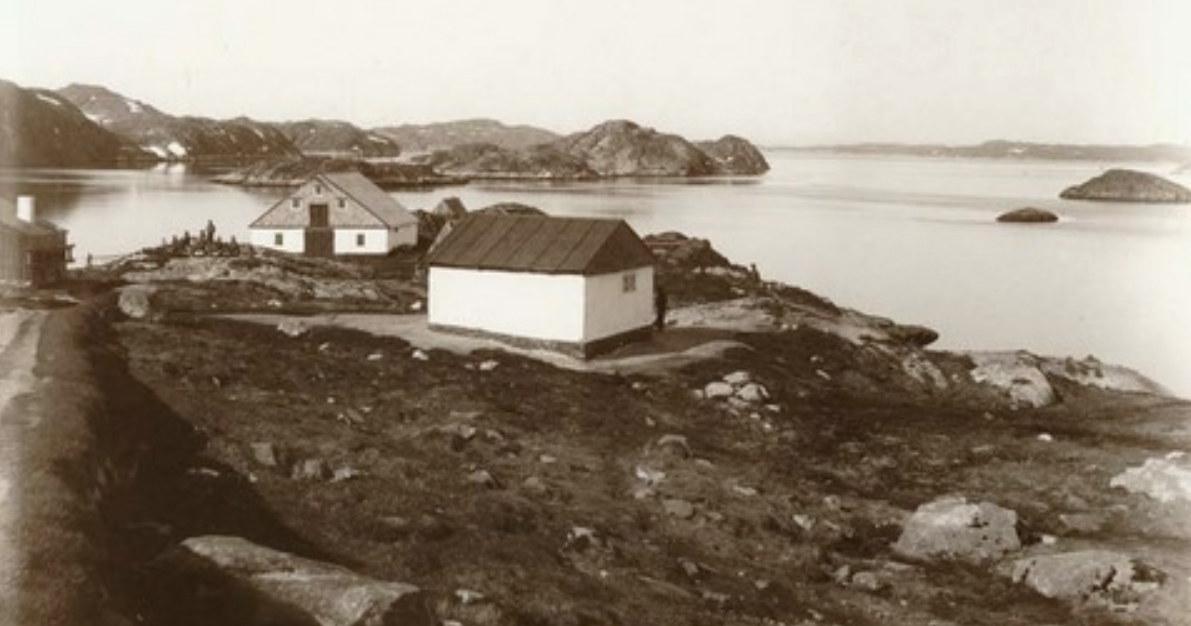
Qeqertarsuatsiaat (1893)

1872 wurde der Kolonialdistrikt aufgelöst und Qeqertarsuatsiaat wurde ein Udsted innerhalb des Kolonialdistrikts Godthaab, auch wenn offiziell noch weiterhin von einer Loge gesprochen wurde.
Ab 1911 war Qeqertarsuatsiaat eine eigene Gemeinde, der noch die Wohnplätze Kangerluarsussuaq, Uugarsiorfik, Akunnaat und Kangillermiut angehörten. Sie war Teil des 7. Landesratswahlkreises Südgrönlands.
1918 lebten 129 Grönländer in Qeqertarsuatsiaat, abgesehen vom dänischen Udstedsverwalter und seiner Frau. Neben neunzehn grönländischen Wohnhäusern gab es in Qeqertarsuatsiaat eine Wohnung für den Udstedsverwalter. Sie wurde 1908 aus Holz errichtet und hatte drei Zimmer. Der Laden wurde 1846 aus Stein errichtet, ebenso wie ein Speckhaus mit Proviantlager im Dachgeschoss aus dem Jahr 1852. Das Fischhaus stammte aus dem Jahr 1910 und war holzverkleidet. Außerdem gab es im Ort eine Werkstatt, eine Schmiede, einen Ziegenstall und ein Pulverhaus. Es gab eine gut 70 m² große Kapelle. Sie wurde 1877/78 errichtet und war aus Stein. In ihr befanden sich ein Altar mit Kniefallbank, ein Taufbecken und ein Predigtstuhl. Außen hing eine Kirchenglocke. Die Schule war 25 m² groß und 1907 aus Stein errichtet worden. Neben dem Verwalter gab es an öffentlich Bediensteten noch zwei Kolonialisten, eine Hebamme, einen Oberkatecheten, einen Katecheten und eine Leserin in Qeqertarsuatsiaat. Die Bewohner, denen zwölf Jäger und vier Fischer angehörten, lebten lange hauptsächlich von der Robbenjagd.
In den 1920er Jahren begann ein jahrzehntelanger Dorschboom in Südwestgrönland, der bis in die 1980er Jahre anhielt. Aus diesem Grund bewilligte man 1925 färöischen Fischern hier im Fjord zu fischen. Um 1930 wurden eine Pastorenwohnung und eine Kirche gebaut. 1948 wurde eine neue Schule errichtet. Wegen der guten Fischgründe wurden knapp 300 m² an Fischhäusern in Qeqertarsuatsiaat errichtet, während Nuuk im Vergleich nur gut 200 m² hatte. 1952 wurden 9167 kg Fisch pro Jäger gefangen.

### Nach der Kolonialzeit
Ab 1950 war Qeqertarsuatsiaat ein Teil der neuen Gemeinde Nuuk. In den 1950er und 1960er Jahren wuchs die Einwohnerzahl von Qeqertarsuatsiaat aufgrund der grönländischen Zentralisierungspolitik stark an, da die Bewohner der Siedlungen Akunnaat, Kangillermiut, Uugarsiorfik und Kangerluarsussuaq nach Qeqertarsuatsiaat ziehen mussten. 1950 lebten 179 Menschen im Ort, 1960 waren es 281 und 1970 schon 336.
1952 wurde eine Telestation errichtet. 1953 baute man eine Fischfabrik, die 1959 ausgebaut und 1965 privatisiert wurde. 1957 wurde eine Hebammenwohnung errichtet und 1963 eine Krankenstation. In der alten Kirche, die seit dem Bau der neuen Kirche als Versammlungshaus genutzt wurde, wurde ein Kindergarten eingerichtet. 1962 wurde eine Feuerwehrstation errichtet und 1964 eine Werkstatt. 1966 wurde die Schule ausgebaut, die 1968 von 81 Schülern besucht wurde. 1967 wurde ein Fußballplatz angelegt.
Die Gegend um Qeqertarsuatsiaat ist zudem insofern bedeutend, als dass der Ort die Typlokalität der beiden Mineralien Sapphirin und Kornerupin ist, die hier 1819 und 1884 entdeckt und erstbeschrieben wurden. Das Gestein enthält zudem größere Mengen an Chromit. Seit 2015 werden in der Mine Aappaluttoq etwa 20 km südöstlich von Qeqertarsuatsiaat Rubine und rosa Saphire abgebaut.

## Liste der Kolonialangestellten
Folgende Handelsassistenten waren in der Anlage Fiskenæsset tätig. In späteren Jahren waren zeitweilig Udstedsverwalter mit der Verwaltung beauftragt.
- 1754–1755: Anders Olsen
- 1755–1766: Johan Diderich Schade
- 1766–1786: Hans Henrik Raun
- 1786–1789: Isaak Lyberth
- 1789–1790: Johan Christian Mørch
- 1790–1800: Hans Henrik Raun
- 1800–1801: Nikolaj Daniel Muus
- 1801–1803: Christian Frederik Steinlein
- 1803–1804: Schach Carl Hiorth
- 1804–1815: Arent Christopher Heilmann
- 1815–1816: Frederik Christian Jacobsen (interim)
- 1816–1824: Arent Christopher Heilmann
- 1824–1827: Gerhard Heiberg Wolff
- 1827–1829: Jørgen Nielsen Møller
- 1829–1830: Johan Anton Lund
- 1830–1833: Jørgen Nielsen Møller
- 1833–1841: Ove Valentin Kielsen
- 1841–1843: Andreas Christian Hammeken (interim)
- 1843–1845: Ove Valentin Kielsen
- 1845–1849: Henning Bistrup
- 1849–1850: Emilius von Bülow
- 1850–1851: Bendix Andreas Heide Tvede
- 1851–1856: Frederik Lassen
- 1856–1858: Andreas Christian Hammeken
- 1858–1862: Lars Jensen
- 1862–1863: Niels Peter Svanberg
- 1863–1865: Halldór Ásgrímsson
- 1865–1866: Peter Frederik Rosing
- 1866–1869: Jonathan Mathiesen
- 1870–1871: Jonathan Mathiesen
- 1871–1872: Morten Smith Schønheyder
- 1872–1873: Karnis Ingvar Smith Thaarup
- 1874–1876: Ernst Viggo Møller
- 1876:–0000 Rasmus Müller (interim)
- 1876–1882: Johan Frederik Holm
- 1882–1885: Andreas Peter Rye Jørgensen
- 1885–1886: Carl Ringsted
- 1886:–0000 Hendrik Theodor Petersen (interim)
- 1888–1889: Hendrik Theodor Petersen (interim)
- 1889–1891: Carl Emil Basse
- 1895–1897: Hendrik Theodor Petersen

## Wirtschaft
Die wesentlichste Einkommensquelle des Ortes ist die Fischerei. Seit dem Niedergang der Dorschvorkommen in der Gegend werden heute in der Fischfabrik auch Seehasen und Garnelen verarbeitet. Bedeutend ist zudem die Robbenjagd.

## Infrastruktur und Versorgung

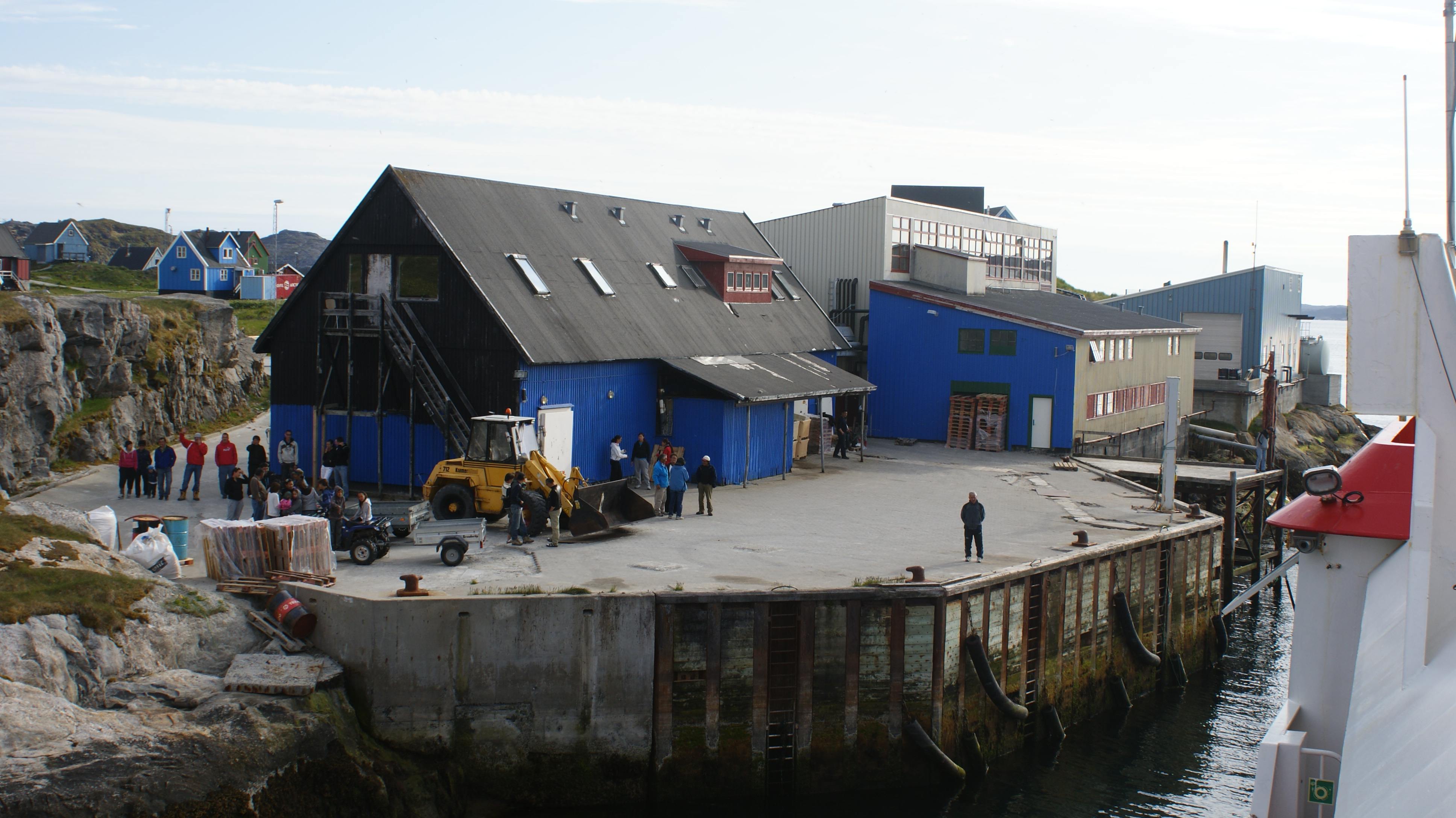
Der Hafen von Qeqertarsuatsiaat (2009)

In Qeqertarsuatsiaat gibt es zwei Hafenanlagen, eine im Norden und eine im Westen des Dorfs. Der Fjord ist ganzjährig befahrbar.
Nukissiorfiit ist für die Strom- und Wasserversorgung von Qeqertarsuatsiaat zuständig. Der Müll wird deponiert und verbrannt.

## Bebauung
In Qeqertarsuatsiaat gibt es eine Schule, einen Kindergarten und ein Altenheim. Eine Pilersuisoq-Filiale versorgt die Bewohner mit Waren. Für die medizinische Versorgung gibt es eine Krankenstation. Sanitäreinrichtungen finden sich im Servicegebäude. Es gibt zudem ein Dorfbüro, ein Versammlungsgebäude, ein Postgebäude, einen Kiosk, einen Fußballplatz, eine Sporthalle und eine Zimmerei. Die Kirche ist eines der erhaltenswürdigen Gebäude in Qeqertarsuatsiaat. Ein weiteres Gebäude steht unter Denkmalschutz.

## Sport
Der Fußballverein Iliarssuk Qeqertarsuatsiaat nahm bis 1992 mindestens zehnmal an der Grönländischen Fußballmeisterschaft teil, ohne sich für die Schlussrunde qualifizieren zu können.

## Söhne und Töchter
- Hans Hendrik (1832–1889), Übersetzer, Jäger und Arktisforscher
- Esekiel Berthelsen (1882–?), Landesrat
- Kristian Hammeken (1889–?), Handelsverwalter und Landesrat
- Hans Petersen (1895–1982), Landesrat
- Augo Lynge (1899–1959), Politiker, Lehrer und Schriftsteller
- Lars Motzfeldt (1908–1987), Landesrat, Schäfer, Katechet und Lehrer
- Jørgen Petersen (1918–1991), Pastor und Kommunalpolitiker
- Hans A. Hansen (1925–1997), Journalist und Schriftsteller
- Jens Christian Chemnitz (1935–2005), Geistlicher

## Bevölkerungsentwicklung
Qeqertarsuatsiaat ist eines der größeren Dörfer Grönlands. 1981 wurde der Höchststand der Einwohnerzahl erreicht, als 347 Menschen hier wohnten. Seitdem ist die Bevölkerungszahl stark zurückgegangen.